# Berta María Feo Pacheco
Berta María Feo Pacheco (Costa Rica, 1885-1945) fue una escritora y viajera costarricense.
A principios del siglo XX viajó sola a distintos puntos de América, Europa, Asia y África; entre ellos, Egipto, Turquía y Palestina. Su pasión por los viajes quedó plasmada en un libro titulado Pavesas, publicado originalmente en 1922. En 1927 apareció una segunda versión ampliada que ella misma definió como la edición completa.
Sobre su otra se ha dicho que sus relatos son piezas líricas, pues abundan las metáforas, las adjetivaciones idealizadas de los paisajes y un estilo barroco que amplía en exceso la idea vertebral.
En el contexto del siglo XX, Berta María Feo Pacheco es la persona en Costa Rica que documentó la mayor cantidad de viajes por mundo. El hecho de que lo hiciera una mujer le da más valor a este hito histórico. 

## Obras
- Pavesas. 1922. Cartago: s.ed.
- Pavesas, edición completa. Cartago, Costa Rica: Escuela Auxiliadora. 1927. OCLC 11694424.
- Páginas de arte. 1930. San José, Imprenta Lines, A. Reyes.

En 2020 la EUNED, Editorial Universidad Estatal a Distancia de San José, Costa Rica, reeditó la obra. La edición y el prólogo estuvieron a cargo del académico y escritor Carlos Manuel Villalobos.